# Cythnia
Cythnia är ett släkte av snäckor. Cythnia ingår i familjen Eulimidae.
Kladogram enligt Catalogue of Life:
| Cythnia | \| \| Cythnia albida \| \| \| \| \| \| Cythnia asteriaphila \| \| \| \| |
|         | \| \| Cythnia albida \| \| \| \| \| \| Cythnia asteriaphila \| \| \| \| |
|         | Cythnia albida                                                          |
|         |                                                                         |
|         | Cythnia asteriaphila                                                    |
|         |                                                                         |